# Minoru Arakawa
Minoru Arakawa (荒川 實, Arakawa Minoru) (Kyoto, 3 september 1946) was de eerste bestuursvoorzitter van Nintendo of America (NOA) van 1980 tot 2002.

## Loopbaan
Minoru Arakawa studeerde aan de universiteit van Kioto en op het Massachusetts Institute of Technology (MIT). Hij werd in 1972 ingehuurd door de conglomeraat Marubeni, met de verantwoordelijkheid om mee te helpen om onder andere hotels te ontwerpen. Hij trouwde met Yoko Yamauchi, de dochter van Hiroshi Yamauchi, de president van Nintendo. Ondanks dat, bleef Minoru voor Marubeni werken. Hij verhuisde naar Vancouver, en zijn vrouw verhuisde mee.
Minoru Arakawa maakte veel indruk op Hiroshi Yamauchi, en dan met name zijn bedrijfs- en huisontwerpen en projecten. Hiroshi nodigde hem uit om zijn Nintendo productiefabriek in Maleisië te gaan runnen (1979), maar Arakawa weigerde.
Yamauchi gaf niet op, en nam in 1980 contact op met Arakawa, met ditmaal een grotere deal: Het opstarten van het Amerikaanse Nintendobedrijf. Ditmaal accepteerde Arakawa dat, en het bedrijf werd opgericht in New York in 1980, Arakawa werd daarmee ook de eerste bestuursvoorzitter.
Na het eerste spel Radar Scope, wat een flop werd en nauwelijks geld binnenbracht, besloot Arakawa de arcade-kasten om te zetten in het spel Donkey Kong. Dit spel is vandaag de dag nog zeer populair, en met name het karakter Donkey Kong.
In 1985 waren Minoru Arakawa en Howard Lincoln de sleutelfiguren in het herbouwen en het opnieuw opstarten van de computerspelindustrie (na de crash van 1983), en introduceerden de Nintendo Entertainment System (NES). Ook huurde Minoru Howard Philips in, waarmee hij de Nintendo Power Magazine creëerde.
In 2002 ging Minoru Arakawa met pensioen, na 22 jaar voor NOA gewerkt te hebben. De ex-chef financiën van het Pokémongedeelte van Nintendo, Tatsumi Kimishima, nam zijn plaats in. In februari 2007 kreeg Minoru Arakawa van de Academy of Interactive Arts & Sciences een Interactive Achievement Award toegekend.